# Poljanica Okićka
Poljanica Okićka – wieś w Chorwacji, w żupanii zagrzebskiej, w gminie Klinča Sela. W 2011 roku liczyła 4 mieszkańców.